# Metropolia benińska
Metropolia benińska – jedna z 9 metropolii kościoła rzymskokatolickiego w Nigerii. Została ustanowiona 26 marca 1994.

## Diecezje
- Archidiecezja benińska
  - Diecezja Auchi
  - Diecezja Bomadi
  - Diecezja Issele-Uku
  - Diecezja Uromi
  - Diecezja Warri

## Metropolici
- Patrick Ebosele Ekpu (1994-2006)
- Richard Anthony Burke (2007-2010)
- Augustine Akubeze (od 2011)